# عطيفة أوبسالاية
عطيفة أوبسالاية (بالإنجليزية: Campylobacter upsaliensis)‏ هي نوع من البكتيريا، سلبية الغرام، تتبع العطيفة.